# 존 하워드 그리핀
존 하워드 그리핀(1920년 6월 16일-1980년 9월 9일)은 미국의 언론인이며, 인종평등에 관한 많은 저술을 남겼다. 백인으로서, 하루 15시간 일광욕 및 피부를 검게하는 약품과 염료를 통해 피부를 검게 만들어 흑인으로 위장하고 루이지애나, 미시시피, 알라바마, 죠지아 등의 미국 남부를 여행했다. 그 여행에서 1959년의 남부 인종분리정책과 인종차별의 현실을 생생하게 체험했다. 그는 이 흑인 분장 시절의 경험을 토대로 1961년에 《블랙 라이크 미》(Black Like Me)라는 작품을 썼다. 그 후 미국 남부 고향에서는 그의 모형을 불태우고 계속되는 살해 협박이 이어져 그리핀은 시달리다 못해 멕시코로 떠나게 된다.